# Rabah Asma
Pour les articles homonymes, voir Asma.
Rabah Asma (en kabyle: Rabeḥ Ɛeṣma, ⵕⴰⴱⴻⵃ Ɛⴻⵚⵎⴰ), est un auteur-compositeur-interprète algérien de musique kabyle, né le 26 juillet 1962 à Redjaouna, dans la commune de Tizi Ouzou en Kabylie (Algérie).

## Biographie
Rabah Asma (en kabyle : Rabeḥ Ɛeṣma, ⵕⴰⴱⴻⵃ Ɛⴻ) est un auteur-compositeur-interprète algérien de musique kabyle, né le 26 juillet 1962 à Redjaouna, dans la commune de Tizi Ouzou en Kabylie,.  Orphelin de père dès son jeune âge, il quitte l'Algérie à 18 ans pour s'installer à Paris. Là, il rencontre Salah Sadaoui, un chanteur algérien qui tient un cabaret dans le 11ᵉ arrondissement, facilitant ainsi son intégration dans le milieu musical parisien. En 1985, sa chanson Taninna le fait connaître du public kabyle, et en 1987, son album Ay aḍu rencontre un grand succès à travers l'Algérie. Rabah Asma a donné de nombreux concerts en Algérie et à l'étranger, se produisant notamment à l'Olympia de Paris en 1989, et  et à la Coupole d'Alger en mai 2008. Il a également chanté à l'Olympia de Montréal, notamment le 11 mai 2024 et en 2022, et au Zénith de Paris le 6 mai 2023. Durant ses 41 ans de carrière, il a sorti plus de 210 titres.

## Discographie

### Singles
- 2013 : Ḥemmleɣ-kem seg ul
- 2023 : JSK tella
- 2024:  Bɣiɣ ad inigeɣ
- Septembre 2024: A Tarwa Ruhet Ad Teɣrem
- Février 2024: Mi d-t3eddad
- Janvier 2025 : Tettcekkireḍ-iyi-d jeddi-k (Hommage à M'Henni Amroun)
- Avril 2025 : Taqbaylit n Ruh